# استان بین دین
استان بین دین (به لاتین: Bình Định Province) یک استان در ویتنام است که در جنوب ساحل مرکزی واقع شده‌است.

## خصوصیات
استان بین دین ۶٬۰۲۵٫۱ کیلومترمربع مساحت و ۱٬۵۴۵٬۳۰۰ نفر جمعیت دارد.